# روبية

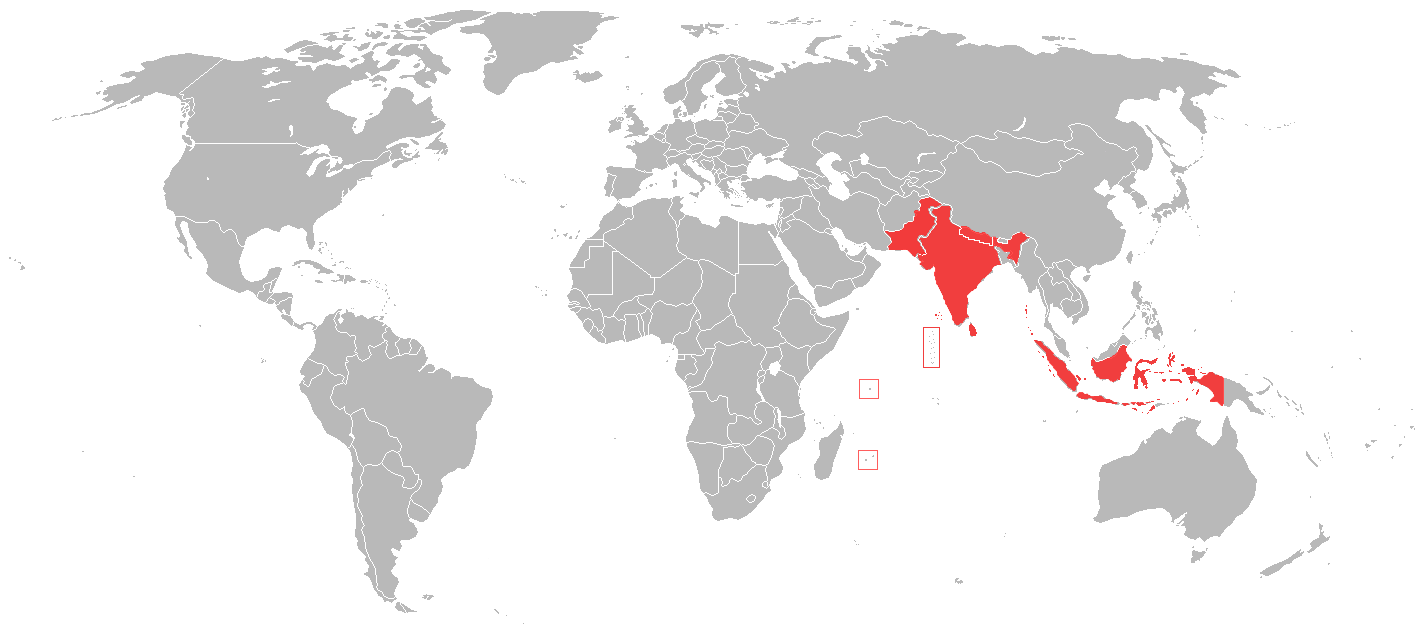
الدول التي عملتها الرسمية "روبية"

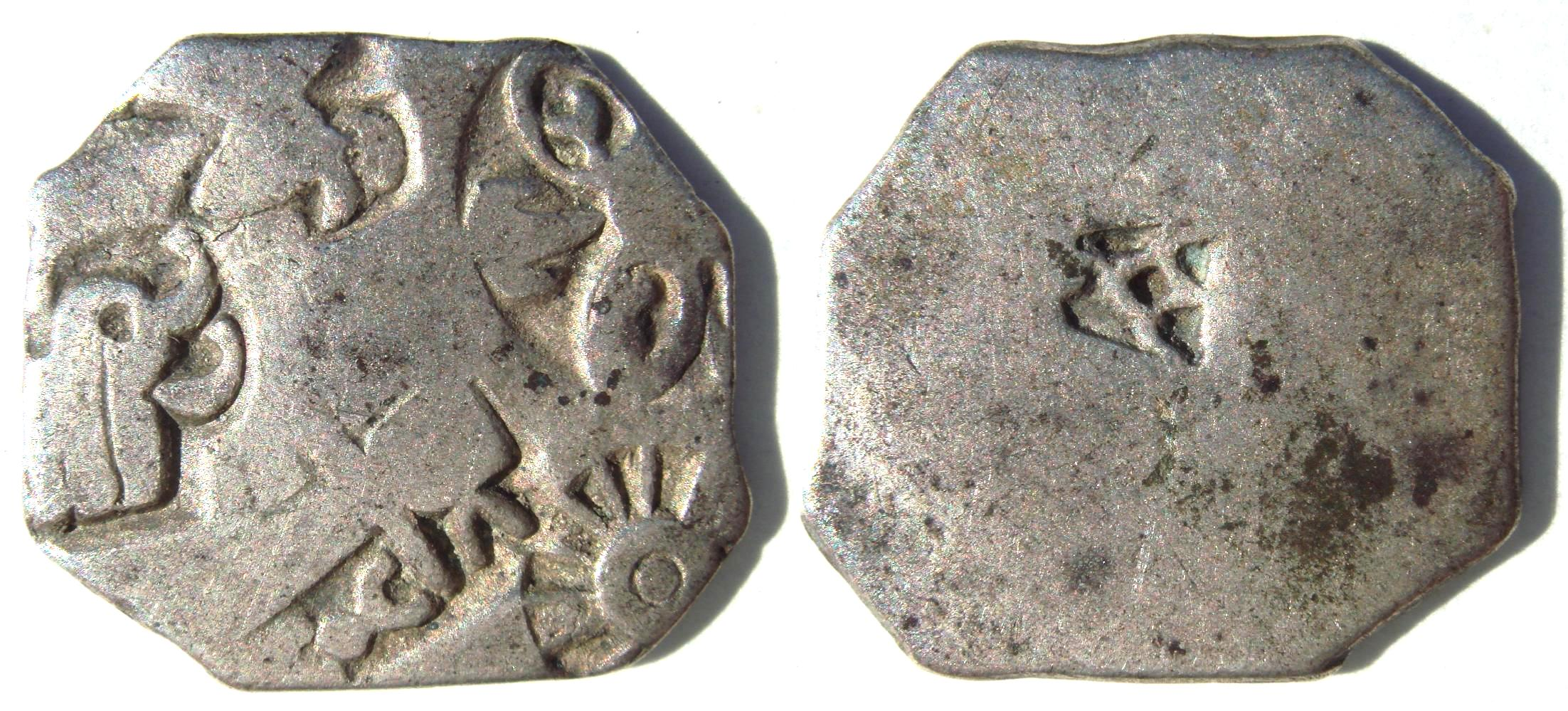
عملة فضية من إمبراطورية مايوريا، تعرف باسم Rupyarupa، تحمل رمز العجلة فيل. تعود للقرن الثالث قبل الميلاد.

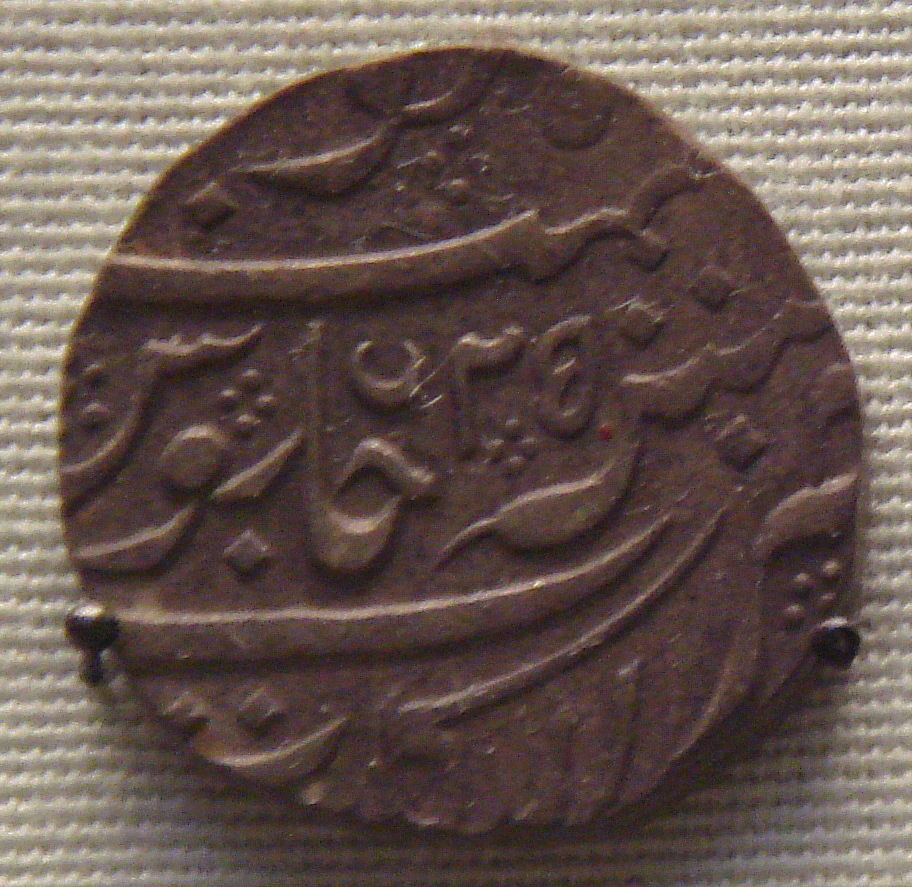

الرُّوُبِيَة هو اسم متشرك لعملات كل من الهند، والباكستان، وسريلانكا، ونيبال، وموريشوس، وسيشل، والمالديف، وإندونيسيا وبورما وأفغانستان. تاريخياً، أول عملة سميت «روبية» ظهرت حوالي عام 900 قبل الميلاد.
يعود تاريخ الروبيات إلى الهند القديمة التي قامت بين القرن السادس والثامن قبل الميلاد. كانت الهند القديمة أول من أصدر النقود المعدنية في العالم. هذا إلى جانب الوين الصيني وستاتير في الدولة الليدية.
أما التسمية فمشتقة من كلمة rūpya السنسكريتية والتي تعني عملة فضية. من كلمة rūpá والتي تعني شكل جميل.
في جزر المالديف، تعرف وحدة العملة باسم روفيه مالديفية، وهو لفظ قريب من روبية في اللغة الهندية. تقسم كل من الروبية الهندية والروبية الباكستانية إلى مائة بيزة. أما روبية موريشيوس والروبية السريلانكية فتقسم إلى 100 سنت. الروبية النيبالية مقسمة إلى مائة بيزة أو أربع سوكا أو قطعتي موهور.
في أفغانستان، استخدمت الروبية الأفغانية حتى عام 1925، وكانت الروبية تقسم إلى 60 بيزة. قبل استخدام الروبية الأفغانية عام 1891، كانت العملة الرسمية روبية كابولي. في التبت، كانت العملة الرسمية المستخدمة في التبت حتى منتصف القرن العشرين هي الروبية كانت الروبية الهندية العملة الرسمية لإمارة دبي وقطر حتى 1959، حيث أنشأت الهند روبية خليجية (عرفت أيضاً باسم روبية خارجية) لمكافحة تهريب الذهب. كانت الروبية الخليجية عملة قانونية حتى عام 1966، عندما خفضت الهند قيمة الروبية الهندية وأنشأ ريال قطري جديد لتوفير الاستقرار الاقتصادي.

## الدول التي تستخدم الروبية حالياً
| الدولة       | العملة          | رمز أيزو 4217 | معدل الصرف للدولار الأمريكي حسب تاريخ 27 تشرين الأول (أكتوبر) 2014 |
| ------------ | --------------- | ------------- | ------------------------------------------------------------------ |
| الهند        | روبية هندية     | INR           | 59٫310 روبية هندية                                                 |
| نيبال        | روبية نيبالية   | NPR           | 99٫670 روبية نيبالية                                               |
| جزر المالديف | روفيه مالديفية  | MVR           | 15٫370 روبية مالديفية                                              |
| إندونيسيا    | روبية إندونيسية | IDR           | 12٬160٫00 روبية إندونيسية                                          |
| باكستان      | روبية باكستانية | PKR           | 102٫90 روبية باكستانية                                             |
| سريلانكا     | روبية سريلانكي  | LKR           | 130٫850 روبية سريلانكي                                             |
| موريشيوس     | روبي موريشي     | MUR           | 31٫70 روبي موريشي                                                  |
| سيشل         | روبية سيشلية    | SCR           | 13٫870 روبية سيشلية                                                |

## أصل الكلمة
كلمة «روبية» "rūpaya" الهندية مشتقة من الكلمة السنسكريتية "rūpya" والتي تعني «فضة مطاوعة» أي عملة معدنية من الفضة. تُوصف الكلمة "rūpa" بأنها تنبع من اللغات الدرافيدية، تحديداً من الجذر "uruppu" والتي تعني «عضو من الجسم».
استخدم مصطلح Rūpya كاسم مشترك للعملات الفضية التي أصدرتها مملكة ماجادها. وقد استخدم الاسم أيضاً للعملة الفضية التي تزن 178 حبة (وحدة وزن) والتي سُكّت في شمال الهند من قبل الإمبراطور شر شاه أثناء فترة حكمه القصيرة بين عامي 1540 و1545. كما سك سوري عملات نجاسية كانت تسمى «دام» وعملات ذهبية كانت تسمى موهر وكان وزنها 169 حبة.

## استخدامات خيالية
الروبية هو اسم العملة المستخدمة في ألعاب الفيديو ذا ليجند أوف زيلدا وفي أمل الشعوب
في سوبر بيبر ماريو، يجمع ماريو بطل الرواية الروبيات في الفضل الثاني
تشير إليها الآنسة بريزم في رواية أوسكار وايلد أهمية أن تكون جادا
سيسلي، ستقرأين الاقتصاد السياسي بعد رحيلي. يمكنك حذف فصل سقوط الروبية. وهو بعض الشيء مثير جداً. حتى هذه المشاكل لها جانب ميلودرامي.

## روابط خارجية
- صورة الروبية المغولية الأصلية التي عرضها شير شاه سوري
- عملة باكستانية
- رموز الروبية الجديدة تعكس قوة الاقتصاد